# Daryl Gregory
Pour les articles homonymes, voir Gregory.
Œuvres principales
- L'Éducation de Stony Mayhall
- Afterparty
- Nous allons tous très bien, merci
- La Fantastique Famille Telemachus

Daryl Gregory, né le 26 juin 1965 à Chicago dans l'Illinois, est un écrivain américain de science-fiction et de fantasy.

## Biographie
Daryl Gregory est né le 26 juin 1965 à Chicago dans l'Illinois, et grandit à Darien (en banlieue de Chicago) avec ses deux sœurs. En 1987, il est diplômé de l'Université d'État de l'Illinois en anglais et théâtre. Il part ensuite enseigner en tant que professeur d'anglais dans des lycées du Michigan. Il y reste trois ans avant de déménager à Salt Lake City pour suivre sa femme, Kathleen Bieschke, qui vient d'obtenir un poste à l'université de l'Utah. 
C'est là, en 1990, qu'il vend sa première nouvelle au magazine The Magazine of Fantasy & Science Fiction intitulée In the Wheels, écrite deux ans plus tôt lors du Clarion Workshop.
Daryl Gregory est ensuite embauché par l'Université d'État de Pennsylvanie et le couple déménage à State College avec leurs deux enfants, Emma et Ian.
Il publie son premier roman Pandemonium en 2008, roman nommé pour de nombreux prix (prix World Fantasy, prix Mythopoeic et prix Shirley-Jackson) et vainqueur du Crawford Award (en) du meilleur premier roman 2009,.
Il publie son deuxième roman en 2009, The Devil's Alphabet, qui est choisi comme l'un des livres de l'année par Publishers Weekly, en plus d'être nommé pour le prix Philip-K.-Dick 2010.
Son troisième roman paraît en 2011. L'Éducation de Stony Mayhall est décrit comme l'un des  meilleurs livres de science-fiction de l'année par Library Journal. La même année, il publie également un recueil de nouvelles, Unpossible and Other Stories, désigné comme l'un des cinq meilleurs livres de sciences-fiction de l'année par Publishers Weekly. 
En 2010, il est également engagé par Boom! Studios pour être coauteur avec Kurt Busiek de Dracula: Company of Monsters, une série de comics dont la parution commence en 2011. Parallèlement, il écrit d'autre commics avec la série La Planète des singes puis le roman graphique The Secret Battles of Genghis Khan (2013).
Il publie un quatrième roman en 2014, Afterparty, puis un roman court en 2015, Nous allons tous très bien, merci. Ce dernier est finaliste pour remporter le prix Nebula du meilleur roman court 2014 et remporte le  le prix Shirley-Jackson du meilleur roman court 2014 et prix World Fantasy du meilleur roman court 2015. La même année, il publie également son cinquième roman, Harrison Harrison.
En 2016, il déménage à Oakland où il partage la vie de Liza Groen Trombi, éditrice et rédactrice en chef du magazine Locus.
En 2017, il publie un sixième roman, La Fantastique Famille Telemachus, nommé pour le prix Nebula du meilleur roman, dont l'adaptation en série télévisée est prévue. En 2018, c'est une nouvelle longue qu'il écrit, Les Neuf Derniers Jours sur Terre, finaliste pour le prix Hugo de la meilleure nouvelle longue 2019.

## Œuvres

### Romans
- (en) Pandemonium, Del Rey / Ballantine, 2008
- (en) The Devil's Alphabet, Del Rey / Ballantine, 2009
- L'Éducation de Stony Mayhall, Le Bélial', 2014 ((en) Raising Stony Mayhall, Del Rey / Ballantine, 2011)Réédition, Pocket, coll. « Science-fiction » no 7107, 2016
- Afterparty, Le Bélial', 2016 ((en) Afterparty, Tor Books, 2014)Réédition, Pocket, coll. « Science-fiction » no 7242, 2018
- Nous allons tous très bien, merci, Le Bélial', 2015 ((en) We Are All Completely Fine, Tachyon Publications, 2014)Réédition, Pocket, coll. « Science-fiction » no 7235, 2017 - Prix Shirley-Jackson du meilleur roman court 2014 et prix World Fantasy du meilleur roman court 2015
- Harrison Harrison, Le Bélial', 2020 ((en) Harrison Squared, Tor Books, 2015)
- La Fantastique Famille Telemachus, Jean-Claude Lattès, 2018 ((en) Spoonbenders, Knopf, 2017)Réédition, Le Livre de poche no 35844, 2020
- (en) The Album of Dr. Moreau, Knopf, 2021
- (en) Revelator, Knopf, 2021
- (en) When We Were Real, Saga Press, 2021

### Recueil de nouvelles
- (en) Unpossible and Other Stories, Fairwood Press, 2011

### Nouvelles traduites en français
- Dégagé, radicalement, 2011 ((en) Free, and Clear, 2004)Parue dans la revue Fiction no 12, Les Moutons électriques
- Les aventures de Rocket Boy ne s'arrêtent jamais, 2013 ((en) The Continuing Adventures of Rocket Boy, 2004)Parue dans la revue Fiction no 16, Les Moutons électriques
- Deuxième personne du singulier, 2010 ((en) Second Person, Present Tense, 2005)Parue dans la revue Angle mort no 1
- Non-possible, 2008 ((en) Unpossible, 2007)Parue dans la revue Fiction no 7, Les Moutons électriques
- Damas, 2009 ((en) Damascus, 2007)Parue dans la revue Fiction no 10, Les Moutons électriques
- Dead Horse Point, 2014 ((en) Dead Horse Point, 2007)Parue dans la revue Bifrost no 74, Le Bélial'
- Les Neuf Derniers Jours sur Terre, 2020 ((en) Nine Last Days on Planet Earth, 2018)Parue dans la revue Bifrost no 97, Le Bélial'
- Je Ne Suis Pas Malade Juste Mad ou le canapé le plus lourd de l'univers connu, 2025 ((en) I'm Not Disappointed Just Mad AKA the Heaviest Couch in the Known Universe, 2024)Parue dans la revue Bifrost no 118, Le Bélial'

### Comics
- Dracula : La Compagnie des monstres - Tome 1, Summer Media, 2012 ((en) Dracula: Company of Monsters, Volume One, 2011)Coécrit avec Kurt Busiek, dessiné par Scott Godlewski et Damian Couceiro
- Dracula : La Compagnie des monstres - Tome 2, Summer Media, 2012 ((en) Dracula: Company of Monsters, Volume Two, 2011)Coécrit avec Kurt Busiek, dessiné par Scott Godlewski et Damian Couceiro
- Dracula : La Compagnie des monstres - Tome 3, Summer Media, 2013 ((en) Dracula: Company of Monsters, Volume Three, 2011)Coécrit avec Kurt Busiek, dessiné par Scott Godlewski et Damian Couceiro
- La Planète des singes - Tome 1, Emmanuel Proust, 2012 ((en) Planet of the Apes, Volume One, 2011)Dessiné par Carlos Magno
- La Planète des singes - Tome 2, Emmanuel Proust, 2012 ((en) Planet of the Apes, Volume Two, 2012)Dessiné par Carlos Magno
- La Planète des singes - Tome 3, Emmanuel Proust, 2013 ((en) Planet of the Apes, Volume Three, 2012)Dessiné par Carlos Magno
- (en) Planet of the Apes, Volume Four, 2013Dessiné par Carlos Magno
- (en) Planet of the Apes, Volume Five, 2014Dessiné par Diego Barreto
- (en) The Secret Battles of Genghis Khan, 2013Dessiné par Alan Robinson
- Legenderry Green Hornet, Graph Zeppelin, 2018 ((en) Legenderry: Green Hornet, 2016)Dessiné par Brent Peeples, Sergio Fernandez Davila et Joe Benitez

## Prix et nomination

### Nomination
- Prix Edgar-Allan-Poe 2022 du meilleur livre de poche original pour The Album of Dr. Moreau[10]